# Mezzoforte (groupe)
Pour les articles homonymes, voir Mezzoforte.
Mezzoforte est un groupe islandais de funk-fusion, originaire de Reykjavik.

## Histoire
Le groupe est formé en 1977 à Reykjavik, et sort un premier album éponyme en 1979. Il se fait connaître en 1983 grâce au morceau instrumental Garden Party, créé par le joueur de trompette anglais Stephen Dawson, qui se hisse à la 17e place du hit-parade au Royaume-Uni. La chanson atteint la 36e place en Allemagne, et le top 10 aux Pays-Bas. Le titre se fait connaître d'un public plus large, notamment à Berlin et en ex-RDA, comme musique de fond de l'émission RIAS Musik nach der Schule avec Gregor Rottschalk. WDR 1 a également utilisé un titre de Mezzoforte, E.G. Blues, comme musique de fond de l'émission London Calling - Die britische Hitparade avec Achim Preikschat.
Les quatre musiciens (Eythor Gunnarsson au clavier, Friðrik Karlsson à la guitare, Jóhann Ásmundsson à la basse et Gulli Briem à la batterie), étaient encore adolescents lors de la formation du groupe. Même si Garden Party est resté leur seul grand succès de charts, le groupe a gagné une communauté de fans dans le monde entier. Par la suite, les quatre musiciens se sont de plus en plus concentrés sur leurs propres projets, de la fondation d'une famille à de nouvelles activités musicales.
Mezzoforte ne s'est cependant jamais officiellement séparé. Les quatre amis d'enfance sont toujours restés en contact, même sur de longues distances. Sept ans après le dernier album studio Monkey Fields, c'est le batteur allemand Wolfgang Haffner qui a réveillé le quatuor de son sommeil au printemps 2004. C'est sous son égide que l'album Forward Motion voit le jour. Le DVD Live in Reykjavik, sorti en 2008, permet au groupe de revenir sur le devant de la scène internationale et, depuis, de tourner à nouveau ensemble et de se produire dans des salles municipales, des festivals ou même parfois dans des clubs. L'album Volcanic sort à la fin de l'été 2010. Les nouveaux membres du groupe ont participé à la composition et aux arrangements de l'album, qui a été enregistré et mis au point en Islande sous la direction de Johann Asmundsson, le bassiste.
À l'exception de Friðrik Karlsson (qui participe toujours à de nombreuses compositions du groupe et occasionnellement à des concerts), tous les membres fondateurs sont encore présents ; de nouveaux membres ont rejoint le groupe en 1996, Óskar Gudjónsson (saxophone), plus tard Thomas Dyani (percussions) et en 2006 Sebastian Studnitzky (trompette, clavier) et le guitariste Bruno Müller de Cologne ; des musiciens invités participent occasionnellement à des concerts, comme par exemple Torbjørn Sunde en 1994 ou Joo Kraus en 2010.

## Discographie

### Albums studio
- 1979 : Mezzoforte
- 1980 : I Hakanum (Octopus)
- 1982 : Thvilikt og annad eins (Dreamland)
- 1982 : Surprise Surprise
- 1984 : Observations
- 1984 : Rising
- 1986 : No Limits
- 1989 : Playing for Time
- 1993 : Daybreak
- 1996 : Monkey Fields
- 2004 : Forward Motion
- 2009 : Live In Reykjavik
- 2010 : Volcanic (November)
- 2012 : Islands

### Compilations
- 1983 : Catching Up with Mezzoforte - Early Recordings
- 1983 : Sprellifandi - Live at the Dominion
- 1985 : The Saga So Far
- 1991 : Fortissimos
- 1999 : Garden Party Time
- 2007 : Anniversary Edition
- 2016 : Live from London (album live)